# Takikawa
Takikawa (japanisch 滝川市, -shi) ist eine Stadt in der Unterpräfektur Sorachi auf der Insel Hokkaidō (Japan).

## Geographie
Takikawa liegt südwestlich von Asahikawa und nordöstlich von Sapporo.

## Geschichte
Die Ernennung zur Shi erfolgte am 1. Juli 1958.

## Verkehr
Der von JR Hokkaido betriebene Bahnhof Takikawa liegt an der Hakodate-Hauptlinie von Sapporo nach Asahikawa, der wichtigsten Bahnstrecke der Insel. Hier zweigt die Nemuro-Hauptlinie in Richtung Furano und Nemuro ab.
Takikawa wird von der Dōō-Autobahn, der Nationalstraße 12 sowie von den Nationalstraßen 38 und 451 erschlossen.

## Städtepartnerschaften
- Springfield (Massachusetts), seit 1993

## Weblinks

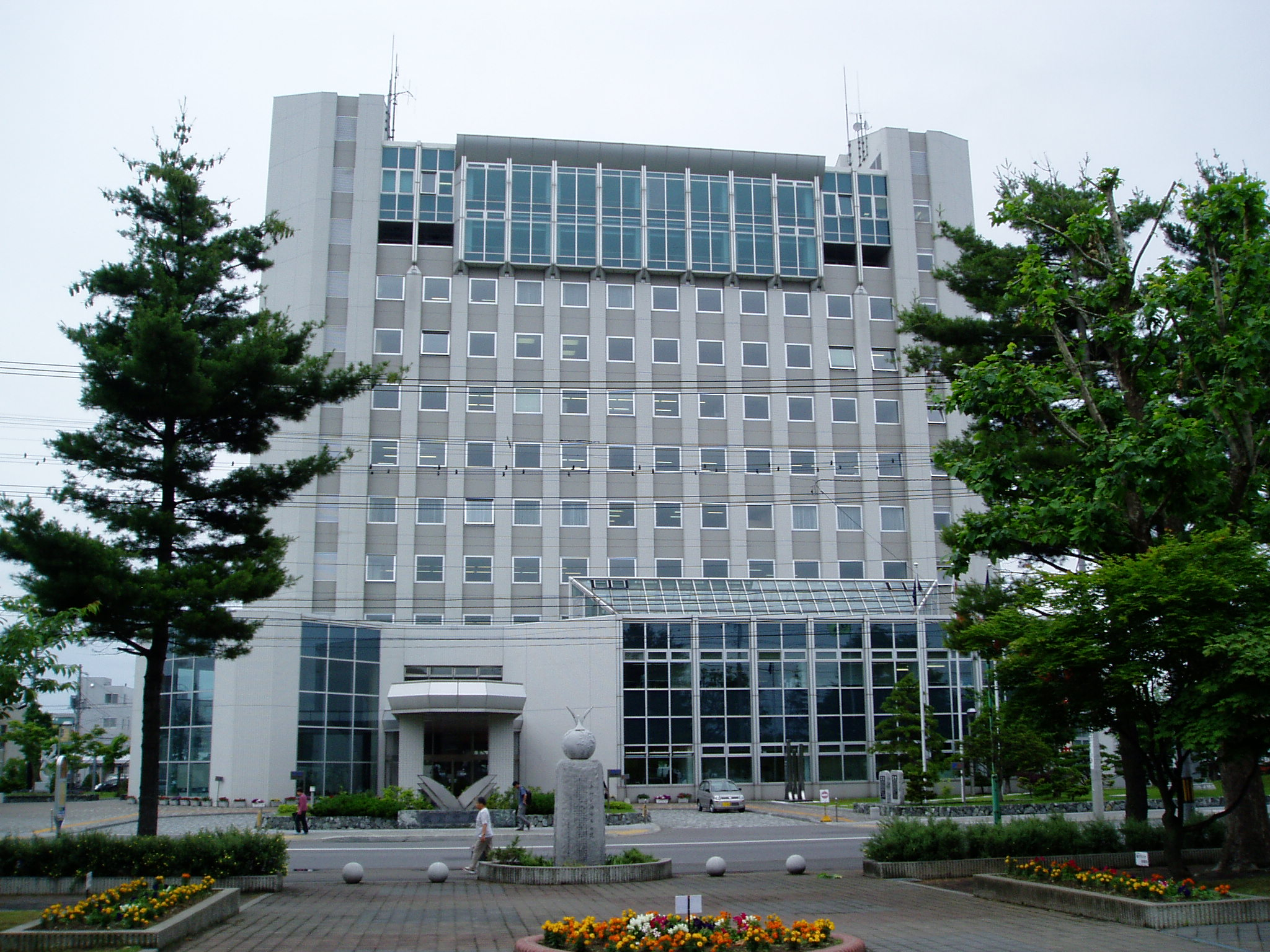
Rathaus von Takikawa

## Söhne und Töchter der Stadt
- Miki Fujimoto (* 1985), Sängerin

## Angrenzende Städte und Gemeinden
- Sunagawa
- Akabira
- Fukagawa